# Concert Smile Jamaica
Pour les articles homonymes, voir Jamaica.
Le Smile Jamaica concert est un concert historique organisé le 5 décembre 1976, au National Heroes Park de Kingston en Jamaïque, auquel participèrent Bob Marley & the Wailers.
Deux jours auparavant, le chanteur avait été la cible de tirs à sa maison de Hope Road. Touché, il avait survécu à ses blessures. Malgré cela, Marley avait souhaité faire ce concert : alors qu'il avait envisagé de ne présenter qu'un titre, il assura un spectacle d'une heure trente devant 80 000 spectateurs. Tous les Wailers étaient présents, à l'exception du bassiste Aston "Familyman" Barrett qui fut remplacé par Cat Coore du groupe Third World.
Quelques semaines après le concert, Bob Marley quitta son île natale pour Londres où il resta 14 mois. Il ne revint en Jamaïque que pour le One Love Peace Concert, en 1978.

## Titres joués
- 1. War/ No More Trouble/ Get Up Stand Up
- 2. Crazy Baldhead/ Positive Vibration
- 3. Smile Jamaica
- 4. Rat Race
- 5. TrenchTown Rock
- 6. Keep on Moving
- 7. Want More
- 8. Them Belly Full
- 9. Jah Live
- 10. Rastaman Chant
- 11. Rebel Music
- 12. So Jah Seh

Un second Smile Jamaica Concert s'est tenu le 10 février 2007.